# Мойро
Мойро (нем. Meuro) — коммуна в Германии, в земле Саксония-Анхальт. 
Входит в состав района Виттенберг. Подчиняется управлению Куррегион Эльбе-Хайделанд.  Население составляет 613 человек (на 31 декабря 2006 года). Занимает площадь 26,59 км². Официальный код  —  15 1 71 042.
Коммуна подразделяется на 4 сельских округа.